# أليوت بيرلمان
أليوت بيرلمان (بالإنجليزية: Elliot Perlman)‏ (7 مايو 1964، ملبورن في أستراليا)؛ كاتِب ومؤلِّف وروائي أسترالي. درس في جامعة موناش.

## روابط خارجية
- أليوت بيرلمان على موقع IMDb (الإنجليزية)
- أليوت بيرلمان على موقع قاعدة بيانات الفيلم (الإنجليزية)